# Half-Breed (Cher-Lied)
Half-Breed ist ein Lied der US-amerikanischen Sängerin und Schauspielerin Cher. Es wurde am 21. Mai 1973 in den Larrabee Sound Studios in Los Angeles mit instrumentaler Unterstützung von Studiomusikern der Wrecking Crew aufgenommen. Textlich beschreibt der Song das Leben eines „Halbbluts“ mit einem weißen Vater und einer indigenen Mutter und enthält Themen wie Rassismus und Doppelmoral. Auf der B-Seite befindet sich auf der US-amerikanischen und japanischen Pressung der Titel Melody und auf der spanischen die Coverversion des Beatles-Songs The Long and Winding Road. Cher ist selbst Tochter einer Cherokee und eines Armeniers.

## Hintergrund
Das Lied erzählt vom Leben der Tochter eines weißen Vaters und einer Cherokee-Mutter. Die Familie ihrer Mutter schämte sich für sie und nannte sie weiß vor dem Gesetz. Auch die Weißen akzeptierten sie nicht und nannten sie eine Squaw. Sie wurde von Kindern schikaniert und kam auch danach nicht zur Ruhe: Mein Leben geht seither von Mann zu Mann. Aber ich kann nicht vor dem weglaufen, was ich bin.
Der Song ist in der Tonart a-Moll geschrieben, mit einem moderaten Tempo von 116 Schlägen pro Minute im gemeinsamen Takt. Chers Gesang erstreckt sich über die Noten F3–A4.
Im Musikvideo sitzt Cher spärlich bekleidet mit Federkopfschmuck auf einem Pferd vor einem weißen Hintergrund. Im Vordergrund steht ein Totempfahl und es werden tricktechnisch Flammen eingeblendet.

## Rezeption
Half-Breed war die erste internationale Single-Auskoppelung aus Chers gleichnamigen Album. Der Song erreichte im Oktober 1973 für zwei Wochen Platz 1 der Billboard Hot 100 in den USA und war Chers zweiter Nummer-1-Solo-Hit nach Gypsys, Tramps & Thieves. Für 1 Million verkaufte Exemplare wurde er mit Gold ausgezeichnet. In Kanada sowie Neuseeland kam das Lied ebenfalls auf Platz 1 und in Deutschland erreichte es Platz 29.
Peter Fawthrop von Allmusic schrieb, der Song habe einen vibrierenden Rhythmus und sei einer der unbeschwerteren Songs auf dem Album, der Rolling Stone lobte das Werk und beschrieb Chers Gesang als rasant und die Produktion als äußerst kommerziell.

## Coverversionen
1973 veröffentlichte Joy Fleming eine deutsche Coverversion mit dem Titel Halbblut, in der es ebenfalls um Rassismus geht. Fleming trat damit in der ZDF-Hitparade auf und erreichte Platz 38 der deutschen Singlecharts. Die englische Version nahm sie 1974 für ihr erstes englischsprachiges Album This Is My Life auf. Weitere Coverversionen stammen vom schwedischen Duo Björn Skifs & Blåblus (Blue Swede), von den New Clear Clouds, von Shania Twain und von Frances Yip. James Last verwendete das Stück 1974 zusammen mit Brother Louie und The Free Electric Band in einem Medley. Das US-amerikanische Gitarrenduo Santo & Johnny nahm 1979 eine Instrumentalversion auf. Drag Queen RuPaul sang das Lied in der RuPaul Show.

## Chartplatzierungen
| ChartsChartplatzierungen       | Höchstplatzierung | Wochen |
| ------------------------------ | ----------------- | ------ |
| Deutschland (GfK)              | 29 (7 Wo.)        | 7      |
| Vereinigte Staaten (Billboard) | 1 (20 Wo.)        | 20     |